# جی-جی اوکوچا
جِی-جِی اوکوچا (انگلیسی: Jay-Jay Okocha؛ زادهٔ ۱۴ اوت ۱۹۷۳) بازیکن فوتبال سابق اهل نیجریه است. از نظر بسیاری او بهترین بازیکن نیجریه‌ای نسل خود و یکی از بهترین بازیکنان فوتبال تاریخ آفریقاست و همچنین او را به عنوان یکی از تکنیکی‌ترین بازیکنان جهان می‌دانند.
اوکوچا در سه جام جهانی ۱۹۹۴، ۱۹۹۸ و ۲۰۰۲ برای تیم ملی فوتبال نیجریه به میدان رفته است.
از باشگاه‌هایی که در آن بازی کرده می‌توان به بولتون، هال سیتی، پاری سن ژرمن، القطر، اینتراخت فرانکفورت و فنرباغچه اشاره کرد.